# Río Merdero
El río Merdero es un curso de agua del centro de la península ibérica, afluente del Arevalillo. Discurre por la comarca abulense de La Moraña.

## Descripciones históricas
El río Merdero pasa casi bañando la población, y sus aguas, que son potables sirven para el uso del vecindario y para el de los ganados. -Pascual Madoz en su descripción de Hortigosa de Moraña
Los vecinos se surten de aguas para todos sus usos de una fuente, y del río Merdero (...) El río Merdero pasa a las inmediaciones del pueblo , marchando de sur a norte- Pascual Madoz en su descripción de Narros de Saldueña
Por el atraviesa él atraviesa río Merdero marchando se sur a norte cuyas aguas utilizan los vecinos para todos sus sus usos y de los ganados.-Pascual Madoz en su descripción de Viñegra de Moraña
El citado río Merdero atraviesa de sur a norte , cuyo cauce es casi llano lo que hace que en sus avenidas se desborde causando graves prejuicios a los sembrados- Pascual Madoz en su descripción de Muñomer del Peco
El río Arevalillo, cuya dirección es de sur a norte, de curso perenne y de poquísima agua en el rigor del estío, en las grandes avenidas suele desbordarse causando prejuicios a los sembrados y a las casas del pueblo: el mismo curso lleva el río Merdero, cuyo origen se halla a 5/4 de leg. de distancia, pero su cauce es más llano, y or tanto sus inundaciones son más temibles que las del Arevalillo, a pesar de los medios que emplean los vecinos para prevenirlas. La pesca que ambos crían es de pececillos insignificantes.- Pascual Madoz en su descripción de Albornos